# Centaurea triamularia
Centaurea triamularia là một loài thực vật có hoa trong họ Cúc. Loài này được Aldén mô tả khoa học đầu tiên năm 1976.